# Thankmar
Thankmar (ur. 900-906, zm. 28 lipca 938 na zamku Eresburg) – książę niemiecki z dynastii Ludolfingów.
Thankmar był jedynym synem z pierwszego małżeństwa króla Niemiec Henryka Ptasznika z Hatheburgą. Po śmierci ojca tron objął przyrodni brat Thankmara Otton I. W 937 r. zmarł hrabia Merseburga Zygfryd. Thankmar liczył na objęcie spadku po nim, ponieważ zmarły był kuzynem jego matki. Otton I przekazał jednak sukcesję Geronowi. Wtedy Thankmar podniósł bunt przeciw królowi w sojuszu z księciem Frankonii Eberhardem i Wichmanem Starszym.
Thankmar zdobył zamek Belecke koło Warstein. Jednak Wichmann wkrótce pojednał się z Ottonem I i Thankmar został oblężony przez margrabiego Hermanna Billunga na zamku Eresburg. Po jego zdobyciu Thankmar został zabity w kaplicy zamkowej. Eberhard z Frankonii wkrótce poddał się Ottonowi I, który początkowo skazał go na banicję, ale wkrótce go ułaskawił i oddał mu dobra.

## Literatura
- Gerd Althoff, Hagen Keller, Heinrich I und  Otto der Große. Neubeginn und Karolingisches Erbe, Göttingen 1984, S.104-140, ISBN 3-7881-0122-9.
- Johannes Fried, Der Weg in die Geschichte. Die Ursprünge Deutschlands bis 1024, Berlin 1994 (Propyläen Geschichte, Band 1) S.488-498, ISBN 3-549-05811-X.
- Johannes Laudage, Otto der Große (912– 973). Eine Biographie, Regensburg 2001 S.110–112, ISBN 3-7917-1750-2.
- Johannes Laudage, Hausrecht und Thronfolge. Überlegung zur Königserhebung Otto des Großen und zu den Aufständen Thankmars, Heinrichs und Liudolfs, in: Historisches Jahrbuch 112 (1993) S.23-71.
- Bernd Schneidmüller, Otto der Grosse (936-973), in: Bernd Schneidmüller, Stefan Weinfurter  (Hg.), Die deutschen Herrscher des Mittelalters. Historische Portraits von Heinrich I. bis Maximilian I. (919-1519), München 2003, S.35-61, ISBN 3-406-50958-4.